# Langue harappéenne
Langue de l'Indus

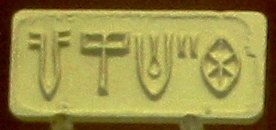
Impression d'un sceau de l'Indus, montrant une chaîne de cinq glyphes en « écriture de l'Indus » ; l'écriture Indus est interprétée par certains chercheurs comme le système d'écriture de la langue Harappa.

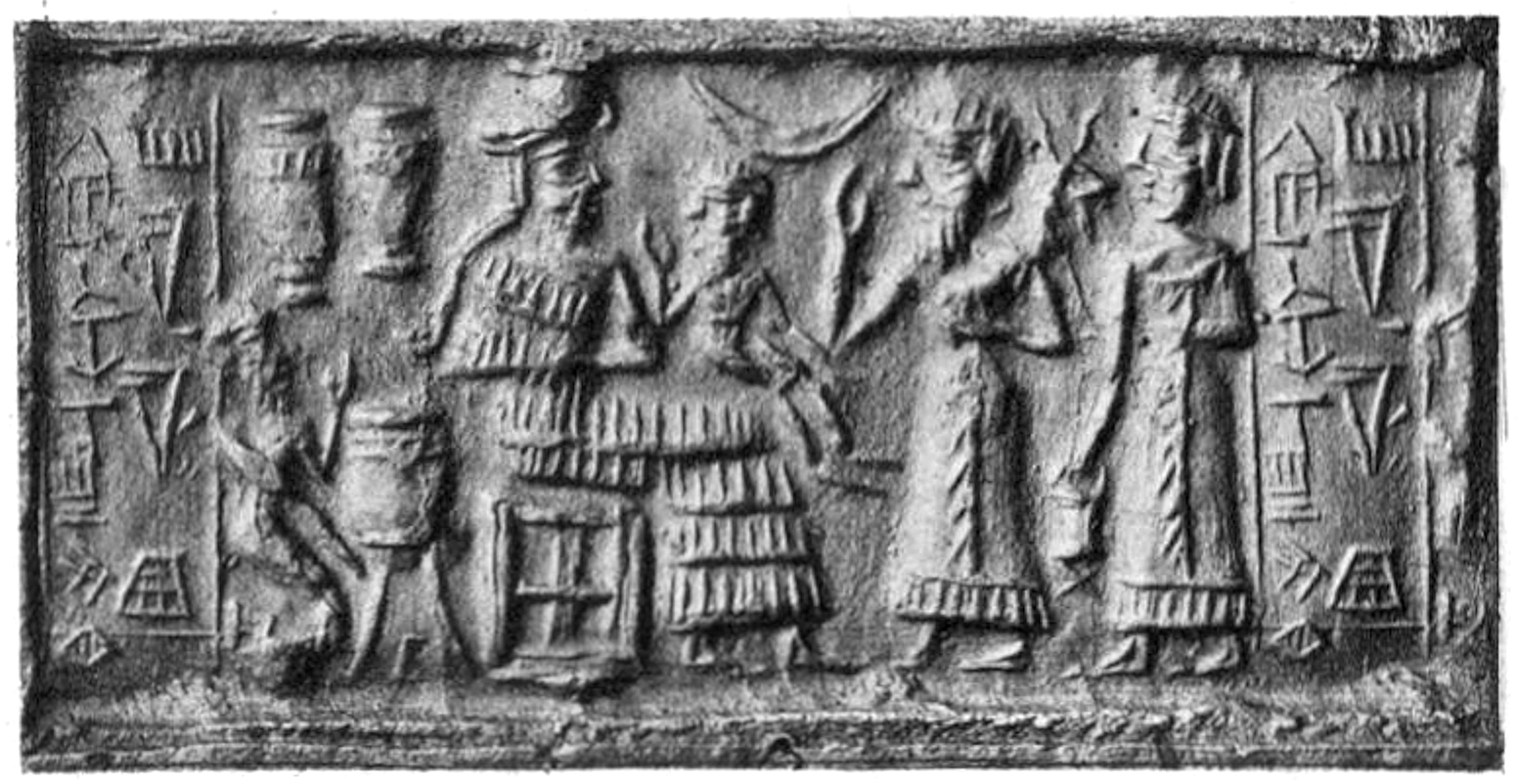
Impression d'un sceau-cylindre de l'Empire akkadien avec l'inscription : « Shu-ilishu, interprète de la langue de Meluhha », Musée du Louvre, référence AO 22310.

La langue harappéenne est la ou les langues inconnues de l'âge du bronze, vers le IIe millénaire avant J.-C., de la civilisation Harappa ou civilisation de la vallée de l'Indus. L'écriture Harappa ou écriture de l'Indus n'est pas encore déchiffrée, et il n'est même pas démontré qu'il s'agisse véritablement d'un système d'écriture, par conséquent la langue en reste inconnue. La langue n'étant pas encore attestée dans des sources compréhensibles de l'époque, les hypothèses concernant sa nature sont basées sur d'éventuels emprunts lexicaux, le substrat du sanskrit védique et certains termes enregistrés en cunéiforme sumérien (comme Meluhha), en lien avec des analyses de l'écriture de l'Indus.
Plusieurs emprunts sont possibles à la langue de la civilisation de la vallée de l'Indus. Meluḫḫa ou Melukhkha (en sumérien Me-luḫ-ḫaKI) est le nom sumérien d'un peuple, important partenaire commercial de la civilisation sumérienne pendant l'âge du bronze moyen. Son identification reste une question ouverte, mais la plupart des chercheurs associent ce nom à la civilisation de la vallée de l'Indus. Le chercheur Asko Parpola identifie les proto-Dravidiens avec la civilisation de la vallée de l'Indus et le peuple Meluhhan mentionné dans les archives sumériennes. Dans son livre Déchiffrer l'écriture de l'Indus, Asko Parpola indique que le peuple Brahoui du Pakistan serait selon lui un vestige de la culture Harappa. Pour lui, le mot « Meluhha » viendrait des mots dravidiens mel (« élevé ») et akam (« lieu »). Asko Parpola relie également Meluhha au Baloutchistan, qu'il surnomme le « pays proto-dravidien ». Il fait aussi le lien entre Meluhha et le mot transitoire Mleccha, un mot védique utilisé pour signifier « barbare » et utilisé par la population aryenne entrante pour désigner la population indigène harappéenne.   

## Identification
Un certain nombre d’hypothèses sont formulées sur la nature de cette langue inconnue. Une première hypothèse place cette langue dans le groupe des langues dravidiennes ou à proximité de ce groupe, et pourrait être identique au proto-dravidien lui-même. Proposée par Henry Heras dans les années 1950, cette hypothèse apparaît ensuite plausible et est approuvée notamment par Kamil Zvelebil, Asko Parpola et Iravatham Mahadevan,. Un article de recherche de 2021 publié dans la revue Nature soutient que le proto-dravidien était parlé dans la vallée de l'Indus sur la base du mot dentaire dravidien ultraconservé et de la génétique.
La deuxième principale hypothèse est celle d'un « isolat linguistique », c'est-à-dire une langue sans continuité survivante (ou peut-être un dernier réflexe vivant dans la langue moribonde Nihali). Dans ce cas, la seule trace laissée par la langue de la civilisation de la vallée de l'Indus serait l'influence du substrat historique, en particulier le substrat du sanskrit védique.

### Plusieurs langues
L'écriture de l'Indus indique seulement qu'elle était utilisée pour écrire éventuellement une langue, mais il est tout à fait possible que plusieurs langues aient été parlées dans la civilisation de la vallée de l'Indus, tout comme le sumérien et l'akkadien ont coexisté en Mésopotamie pendant des siècles avec le même système d'écriture. Jane R. McIntosh suggère une telle possibilité : le para-munda est selon elle à l’origine la langue principale de la civilisation, en particulier dans la région du Pendjab. Plus tard, les immigrants proto-dravidiens auraient introduit leur langue dans la région au Ve millénaire avant J.-C. La langue dravidienne aurait ensuite été parlée par les nouveaux colons des plaines du sud, tandis que le para-munda serait restée la langue principale des habitants du Pendjab.

### Autres théories
Michael Witzel suggère comme alternative une langue sous-jacente, préfixante sur le même principe que l'austroasiatique, comme le khasi ; il l'appelle le « para-Munda », c'est-à-dire une langue apparentée au sous-groupe Munda ou à d'autres langues austroasiatiques, mais pas strictement issue du dernier prédécesseur commun de la famille Munda contemporaine. Michael Witzel soutient que le Rigveda montre des signes de cette hypothétique influence harappéenne dans le niveau historique le plus ancien, et dravidienne seulement dans les niveaux ultérieurs, suggérant que les locuteurs de l'austroasiatique étaient les habitants originels du Pendjab et que les Indo-Aryens n'ont rencontré des locuteurs dravidiens que plus tard,. Cette théorie est également soutenue depuis par Franklin Southworth. En 2019, Michael Witzel préfère laisser ouverte la question de la ou des langues indiennes d'origine, jusqu'à ce qu'il soit établi de meilleures reconstructions des substrats dravidiens et mundas dans les langues indo-aryennes.